# Myrtle Point
Myrtle Point es una ciudad ubicada en el condado de Coos en el estado estadounidense de Oregón. En el año 2000 tenía una población de 2.451 habitantes y una densidad poblacional de 582.5 personas por km².

## Geografía
Myrtle Point se encuentra ubicada en las coordenadas 43°3′53″N 124°8′20″O / 43.06472, -124.13889.

## Demografía
Según la Oficina del Censo en 2000 los ingresos medios por hogar en la localidad eran de $27,536, y los ingresos medios por familia eran $31,120. Los hombres tenían unos ingresos medios de $30,313 frente a los $20,476 para las mujeres. La renta per cápita para la localidad era de $13,695. Alrededor del 19.8% de la población estaban por debajo del umbral de pobreza.